# Jean Hanff Korelitz
Jean Hanff Korelitz (Nova Iorque, 16 de Maio de 1961) é um romancista norte-americano.

## Obras

### Romances
- A Jury of Her Peers (1996)
- The Sabbathday River (1999)
- The White Rose (2006)
- Admission (2009)
- "You Should Have Known" (2014)

### Outros
- Interference Powder (2003)
- The Properties of Breath (1989)